# Orçac
Orcet és un municipi francès situat al departament del Puèi Domat i a la regió d'Alvèrnia-Roine-Alps. L'any 2007 tenia 2.720 habitants.

## Demografia

### Població
El 2007 la població de fet d'Orcet era de 2.720 persones. Hi havia 1.058 famílies de les quals 200 eren unipersonals (80 homes vivint sols i 120 dones vivint soles), 391 parelles sense fills, 383 parelles amb fills i 84 famílies monoparentals amb fills.
La població ha evolucionat segons el següent gràfic:
Habitants censats

### Habitatges
El 2007 hi havia 1.131 habitatges, 1.078 eren l'habitatge principal de la família, 15 eren segones residències i 38 estaven desocupats. 1.076 eren cases i 46 eren apartaments. Dels 1.078 habitatges principals, 893 estaven ocupats pels seus propietaris, 172 estaven llogats i ocupats pels llogaters i 13 estaven cedits a títol gratuït; 1 tenia una cambra, 24 en tenien dues, 108 en tenien tres, 328 en tenien quatre i 617 en tenien cinc o més. 849 habitatges disposaven pel capbaix d'una plaça de pàrquing. A 353 habitatges hi havia un automòbil i a 672 n'hi havia dos o més.

### Piràmide de població
La piràmide de població per edats i sexe el 2009 era:
| Homes | Edats   | Dones |
| ----- | ------- | ----- |
| 0     | 95 o +  | 3     |
| 0     | 90 a 94 | 0     |
| 1     | 85 a 89 | 13    |
| 11    | 80 a 84 | 16    |
| 23    | 75 a 79 | 14    |
| 31    | 70 a 74 | 31    |
| 63    | 65 a 69 | 47    |
| 78    | 60 a 64 | 89    |
| 76    | 55 a 59 | 82    |
| 141   | 50 a 54 | 126   |
| 153   | 45 a 49 | 143   |
| 92    | 40 a 44 | 104   |
| 114   | 35 a 39 | 124   |
| 67    | 30 a 34 | 112   |
| 75    | 25 a 29 | 58    |
| 83    | 20 a 24 | 62    |
| 89    | 15 a 19 | 121   |
| 112   | 10 a 14 | 88    |
| 110   | 5 a 9   | 108   |
| 59    | 0 a 4   | 54    |

## Economia
El 2007 la població en edat de treballar era de 1.868 persones, 1.314 eren actives i 554 eren inactives. De les 1.314 persones actives 1.243 estaven ocupades (636 homes i 607 dones) i 71 estaven aturades (37 homes i 34 dones). De les 554 persones inactives 250 estaven jubilades, 186 estaven estudiant i 118 estaven classificades com a «altres inactius».

### Ingressos
El 2009 a Orcet hi havia 1.099 unitats fiscals que integraven 2.796 persones, la mediana anual d'ingressos fiscals per persona era de 21.791 €.

### Activitats econòmiques
Dels 75 establiments que hi havia el 2007, 3 eren d'empreses alimentàries, 1 d'una empresa de fabricació de material elèctric, 5 d'empreses de fabricació d'altres productes industrials, 18 d'empreses de construcció, 11 d'empreses de comerç i reparació d'automòbils, 5 d'empreses de transport, 7 d'empreses d'hostatgeria i restauració, 2 d'empreses d'informació i comunicació, 1 d'una empresa financera, 1 d'una empresa immobiliària, 6 d'empreses de serveis, 10 d'entitats de l'administració pública i 5 d'empreses classificades com a «altres activitats de serveis».
Dels 29 establiments de servei als particulars que hi havia el 2009, 1 era una oficina de correu, 3 tallers de reparació d'automòbils i de material agrícola, 5 paletes, 2 guixaires pintors, 2 fusteries, 3 lampisteries, 2 electricistes, 2 empreses de construcció, 2 perruqueries, 5 restaurants, 1 agència immobiliària i 1 saló de bellesa.
Dels 5 establiments comercials que hi havia el 2009, 2 eren botiges de menys de 120 m² i 3 fleques.
L'any 2000 a Orcet hi havia 10 explotacions agrícoles que ocupaven un total de 434 hectàrees.

## Equipaments sanitaris i escolars
L'únic equipament sanitari que hi havia el 2009 era una farmàcia.
El 2009 hi havia 1 escola maternal i 1 escola elemental.

## Poblacions més properes
El següent diagrama mostra les poblacions més properes.